# クリスティーナ (歌手)
クリスティーナ（Cristina、1956年1月17日 - 2020年3月31日） こと、クリスティーナ・モネ・ジルカ（Cristina Monet Zilkha）は、アメリカ出身の女性歌手。ノー・ウェイヴ期のミュージシャンとして1980年頃にニューヨークで活躍した。出生名はクリスティーナ・モネ＝パラシ（Cristina Monet-Palaci）。ZEレコード創設者、マイケル・ジルカと結婚している（1990年に離婚）。

## 来歴
クリスティーナは1978年にデビューした女性シンガーで、ヴェルヴェット・アンダーグラウンドのジョン・ケイル・プロデュースによるシングル「Disco Crone」でデビュー。そのシングルがZEレコードの第一弾リリースだった。1980年、1stアルバム『クリスティーナ』をリリース。1984年には、ウォズ (ノット・ウォズ)のドン・ウォズがプロデュースした2ndアルバム『胸さわぎのクリスティーナ』をリリースする。
2005年、ZEレコードは2枚のスタジオ・アルバムを再発売した。
2020年3月31日に死去。伝聞によれば2019新型コロナウイルス(COVID-19)からの合併症が死因だという。64歳没。

## ディスコグラフィ

### スタジオ・アルバム
- 『クリスティーナ』 - Cristina (1980年、ZEレコード)
- 『胸さわぎのクリスティーナ』 - Sleep It Off (1984年、ZEレコード)
- 『クリスティーナ』 - Doll in the Box (2004年、ZEレコード) ※『Cristina』の再発盤

### シングル
- "Disco Clone" (1978年)
- "Is That All There Is?" (1980年)
- "Drive My Car" (1980年) ※「Baby You Can Drive My Car」としてもリリースあり
- "La Poupée qui fait non" (1980年)
- "Things Fall Apart" (1982年)
- "Ticket to the Tropics" (1984年)